# Peter Dijkstra
Peter Dijkstra, född 11 juni 1978, är en dirigent från Nederländerna.
2002 tilldelades Peter Dijkstra Kersjes van de Groenekan-priset. Hans internationella karriär inleddes 2003 när han vann den första upplagan av dirigenttävlingen Eric Ericson Award i Stockholm. Dijkstra är regelbundet anlitad av körer som RIAS kammarkör i Berlin, Nederländska kammarkören och Nederländernas radiokör.
Peter Dijkstra var under åren 2007-2018 chefsdirigent för Radiokören.